# Vliegveld Asch
Vliegveld Asch is een voormalig vliegveld op het grondgebied van de Limburgse gemeenten Genk en As.

## Geschiedenis

### Vliegveld van Genk
Aanvankelijk lag het vliegveld enkel op het grondgebied van Genk, maar na uitbreiding door Léon de Brouckère omstreeks 1914 lag het grootste gedeelte op het grondgebied van As.

### Fliegerschießschule Asch
In 1917 richtte het Duitse bezettingsleger er een Fliegerschießschule (letterlijk: vliegerschietschool) op. 
Er werd een start- en landingsbaan aangelegd die bestond uit gras en een lengte had van 1100 m en een breedte van 800 m.. In de omgeving van dit vliegveld werd een groot schietveld ingericht met een oppervlakte van meer dan 80 km². Het gebied werd gebruikt om vliegtuigbemanningen schietoefeningen te laten uitvoeren en vertrouwd te maken met het observeren en fotograferen van doelen. Op het domein bevonden zich vliegtuighangars, constructieateliers, werkplaatsen voor herstellingen, verblijfplaatsen voor het personeel en een luxueuze mess voor officieren met casino. Bovendien stonden er ook paardenstallen en koetshuizen en was er een fotografiewerkplaats.

### 1918-1925
Na de Eerste Wereldoorlog werd het vliegveld overgenomen door het Belgische Militaire Vliegwezen dat het als vliegschool gebruikte om militaire piloten op te leiden. Na de verhuis van de vliegschool naar Wevelgem in 1925 werden de meeste gebouwen gesloopt. Een deel van de dam die rond het terrein was aangelegd werd omgevormd tot motorcross- en kartingterrein. Het is sindsdien gekend als "Horensbergdam".

### Kolonie De Beeckman

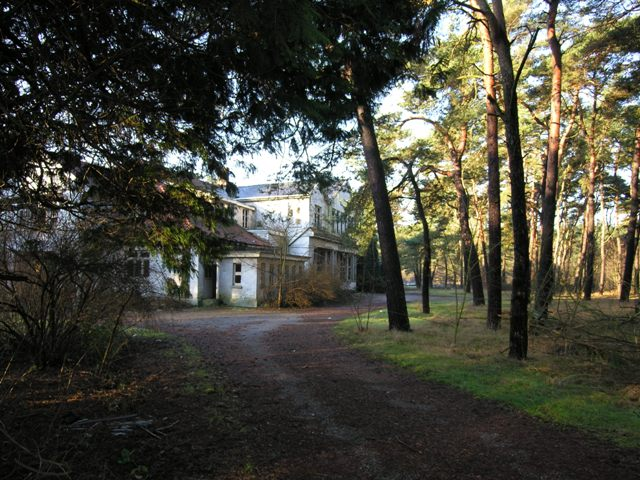
Het hoofdgebouw van Kolonie De Beeckman (afgebroken in 2013)

In 1927 werd de gemeente As eigenaar van de gronden. Datzelfde jaar kocht Emilie Wittouck, weduwe van baron Fernand de Beeckman, de voormalige vliegschool. Zij schonk het geheel aan de vzw Oeuvre nationale des colonies scolaire catholiques. Deze vzw stichtte in 1928 in de voormalige mess voor officieren een opvangcentrum voor kinderen dat Kolonie De Beeckman of kortweg "de Kolonie" werd genoemd.. Het overige deel van het terrein werd bebost met dennenbomen voor de opkomende steenkoolontginning. Daardoor is het vliegveld niet meer zichtbaar in het landschap.
Op 9 februari 1998 veranderde de Kolonie in Centrum voor Kinderzorg en Gezinsondersteuning 'De Stap', dewelke op 1 april 1998 door Kind & Gezin officieel erkend werd. In 2003 verhuisde De Stap naar Genk, waardoor de gebouwen in As leeg kwamen te staan. Na enkele jaren verloedering kocht de gemeente As de vervallen gebouwen van de voormalige Kolonie De Beeckman. In 2011 kocht vzw Arbeidskansen de gronden. In 2013 werd het hoofdgebouw afgebroken en heropgebouwd.